# Tarpaulin Cove Light
Das Tarpaulin Cove Light ist ein historischer Leuchtturm bei Gosnold auf Naushon Island im Bundesstaat Massachusetts der Vereinigten Staaten. Das Gebäude wurde 1987 im Rahmen der Multiple Property Submission Lighthouses of Massachusetts MPS in das National Register of Historic Places aufgenommen.

## Geschichte
Seeleute, deren Schiffe im Vineyard Sound unterwegs waren, kamen häufig in eine Taverne, die von Zaccheus Lumbert betrieben wurde. Bereits 1759 errichtete er am Standort des heutigen Leuchtturms ein Navigationsfeuer, das Lumbert und seine Nachfolger nahezu 60 Jahre lang unterhielten. Zu Beginn des 19. Jahrhunderts zählte der Vineyard Sound zu den meistbefahrenen Wasserstraßen der Welt, weshalb die Absicherung der Schiffsnavigation eine hohe Priorität hatte. 1807 wurden erstmals Gelder von der Regierung zum Bau eines diesem Zweck angemessenen Leuchtturms an der namensgebenden Bucht (Tarpaulin Cove) bewilligt, jedoch wurde erst 1817 das dafür notwendige Grundstück zum Preis von 216 US-Dollar (heute ca. 4.500 Dollar) erworben. Im Oktober 1817 konnte schließlich ein 25 ft (7,6 m) hoher, aus Bruchstein errichteter Leuchtturm in Betrieb genommen werden, dessen Errichtung rund 6000 Dollar (heute ca. 130.000 Dollar) gekostet hatte. Er sendete 71 ft (21,6 m) über der Wasserlinie ein ständiges weißes Licht aus. Der erste Leuchtturmwärter John Hayden erfüllte diese Aufgabe etwa 25 Jahre lang.
1856 wurde eine in Paris angefertigte Fresnel-Linse fünfter Ordnung installiert. 1870 wurde die Kennung des Leuchtturms so umgestellt, dass zusätzlich zum dauerhaften weißen Licht alle 30 Sekunden ein hellerer Lichtblitz erzeugt wurde. 1891 wurde der Leuchtturm abgerissen und durch den heute noch existenten Nachfolger ersetzt, der eine Fresnel-Linse vierter Ordnung erhielt. Zusätzlich wurde eine 1200 Pfund (rund 540 kg) schwere Nebelglocke in einem eigens errichteten Glockenturm installiert, der jedoch vom Hurrikan am 21. September 1938 zerstört wurde. Nach seiner Automatisierung 1941 verfielen die Nebengebäude zusehends und wurden schließlich 1962 abgerissen. Heute wird der Leuchtturm von der Cuttyhunk Historical Society instand gehalten.
Am 15. Juni 1987 wurde der Leuchtturm unter der Nummer 87001505 in das National Register of Historic Places eingetragen.

## Architektur und Technik
Der 28 ft (8,5 m) hohe Turm wurde aus Ziegeln errichtet und steht auf einem Betonfundament. Er sendet alle 6 Sekunden einen weißen Lichtblitz aus, der eine Reichweite von 9 sm (16,7 km) besitzt.